# Scottish Premiership 2025-2026
La Scottish Premiership 2025-2026, anche nota come William Hill Premiership 2025-2026 per motivi di sponsorizzazione, sarà la 129ª edizione della massima serie del campionato scozzese di calcio, la 26ª consecutiva col regolamento attuale. La stagione inizierà il 2 agosto 2025 e terminerà il 17 maggio 2026. La squadra campione in carica è il Celtic.

## Stagione

### Novità
Dalla stagione precedente sono retrocessi Ross County e St. Johnstone, ultime due classificate del campionato, mentre dalla Scottish Championship 2024-2025 sono stati promossi Falkirk e Livingston, prime due classificate del campionato.

### Formula
Le 12 squadre si affrontano in gironi di andata-ritorno-andata, per un totale di 33 giornate. Al termine le squadre sono divise in due gruppi di 6, in base alla classifica; ogni squadra affronta per la quarta volta le altre del gruppo, per arrivare a un totale di 38 partite.
La prima classificata è campione di Scozia e si qualifica, insieme con la seconda, per la UEFA Champions League 2026-2027, mentre la terza si qualifica per la UEFA Europa League 2026-2027 insieme con la vincente della Scottish Cup, e la quarta si qualifica per la UEFA Conference League 2026-2027.
L'ultima classificata è retrocessa in Scottish Championship, mentre la penultima gioca uno spareggio promozione/retrocessione contro la vincitrice dei play-off della Scottish Championship per la permanenza nella massima serie.

## Squadre partecipanti
| Club       | Città      | Stadio             | Stagione precedente |
| ---------- | ---------- | ------------------ | ------------------- |
| Aberdeen   | Aberdeen   | Pittodrie Stadium  | 5° in Premiership   |
| Celtic     | Glasgow    | Celtic Park        | Campione di Scozia  |
| Dundee     | Dundee     | Dens Park          | 10° in Premiership  |
| Dundee Utd | Dundee     | Tannadice Park     | 4° in Premiership   |
| Falkirk    | Falkirk    | Falkirk Stadium    | 1° in Championship  |
| Hearts     | Edimburgo  | Tynecastle Stadium | 7° in Premiership   |
| Hibernian  | Edimburgo  | Easter Road        | 3° in Premiership   |
| Kilmarnock | Kilmarnock | Rugby Park         | 9° in Premiership   |
| Livingston | Livingston | Almondvale Stadium | 2° in Championship  |
| Motherwell | Motherwell | Fir Park           | 8° in Premiership   |
| Rangers    | Glasgow    | Ibrox Stadium      | 2° in Premiership   |
| St. Mirren | Paisley    | St. Mirren Park    | 6° in Premiership   |

## Allenatori e primatisti
| Squadra    | Allenatore         | Calciatore più presente | Cannoniere |
| ---------- | ------------------ | ----------------------- | ---------- |
| Aberdeen   | Jimmy Thelin       |                         |            |
| Celtic     | Brendan Rodgers    |                         |            |
| Dundee     | Steven Pressley    |                         |            |
| Dundee Utd | Jim Goodwin        |                         |            |
| Falkirk    | John McGlynn       |                         |            |
| Hearts     | Derek McInnes      |                         |            |
| Hibernian  | David Gray         |                         |            |
| Kilmarnock | Stuart Kettlewell  |                         |            |
| Livingston | David Martindale   |                         |            |
| Motherwell | Jens Berthel Askou |                         |            |
| Rangers    | Russell Martin     |                         |            |
| St. Mirren | Stephen Robinson   |                         |            |

## Stagione regolare

### Classifica
|  | Pos. | Squadra    | Pt | G | V | N | P | GF | GS | DR |
|  | ---- | ---------- | -- | - | - | - | - | -- | -- | -- |
|  | 1.   | Aberdeen   | 0  | 0 | 0 | 0 | 0 | 0  | 0  | 0  |
|  | 2.   | Celtic     | 0  | 0 | 0 | 0 | 0 | 0  | 0  | 0  |
|  | 3.   | Dundee     | 0  | 0 | 0 | 0 | 0 | 0  | 0  | 0  |
|  | 4.   | Dundee Utd | 0  | 0 | 0 | 0 | 0 | 0  | 0  | 0  |
|  | 5.   | Falkirk    | 0  | 0 | 0 | 0 | 0 | 0  | 0  | 0  |
|  | 6.   | Hearts     | 0  | 0 | 0 | 0 | 0 | 0  | 0  | 0  |
|  | 7.   | Hibernian  | 0  | 0 | 0 | 0 | 0 | 0  | 0  | 0  |
|  | 8.   | Kilmarnock | 0  | 0 | 0 | 0 | 0 | 0  | 0  | 0  |
|  | 9.   | Livingston | 0  | 0 | 0 | 0 | 0 | 0  | 0  | 0  |
|  | 10.  | Motherwell | 0  | 0 | 0 | 0 | 0 | 0  | 0  | 0  |
|  | 11.  | Rangers    | 0  | 0 | 0 | 0 | 0 | 0  | 0  | 0  |
|  | 12.  | St. Mirren | 0  | 0 | 0 | 0 | 0 | 0  | 0  | 0  |

Legenda:

      Ammesse alla Poule scudetto

      Ammesse alla Poule salvezza
Regolamento:

Tre punti a vittoria, uno a pareggio, zero a sconfitta.

## Poule scudetto e salvezza

### Classifica
|                   | Pos. | Squadra | Pt | G | V | N | P | GF | GS | DR |
| ----------------- | ---- | ------- | -- | - | - | - | - | -- | -- | -- |
| Scozia (bandiera) | 1.   |         | 0  | 0 | 0 | 0 | 0 | 0  | 0  | 0  |
|                   | 2.   |         | 0  | 0 | 0 | 0 | 0 | 0  | 0  | 0  |
|                   | 3.   |         | 0  | 0 | 0 | 0 | 0 | 0  | 0  | 0  |
|                   | 4.   |         | 0  | 0 | 0 | 0 | 0 | 0  | 0  | 0  |
|                   | 5.   |         | 0  | 0 | 0 | 0 | 0 | 0  | 0  | 0  |
|                   | 6.   |         | 0  | 0 | 0 | 0 | 0 | 0  | 0  | 0  |
|                   |      |         |    |   |   |   |   |    |    |    |
|                   | 7.   |         | 0  | 0 | 0 | 0 | 0 | 0  | 0  | 0  |
|                   | 8.   |         | 0  | 0 | 0 | 0 | 0 | 0  | 0  | 0  |
|                   | 9.   |         | 0  | 0 | 0 | 0 | 0 | 0  | 0  | 0  |
|                   | 10.  |         | 0  | 0 | 0 | 0 | 0 | 0  | 0  | 0  |
|                   | 11.  |         | 0  | 0 | 0 | 0 | 0 | 0  | 0  | 0  |
|                   | 12.  |         | 0  | 0 | 0 | 0 | 0 | 0  | 0  | 0  |

Legenda:
      Campione di Scozia e ammessa alla UEFA Champions League 2026-2027
      Ammessa alla UEFA Champions League 2026-2027
      Ammessa alla UEFA Europa League 2026-2027
      Ammesse alla UEFA Conference League 2026-2027
 Ammessa ai Play-out
      Retrocessa in Scottish Championship 2026-2027
Regolamento:
Tre punti a vittoria, uno a pareggio, zero a sconfitta.